# 彈丸
彈丸（ball），又稱彈頭（bullet）、子彈、鉛子，是由銃器或投石繩發射出來的动能抛射物。普通的彈丸不會含有爆炸物質，直接以衝擊穿透的方式殺傷目標。

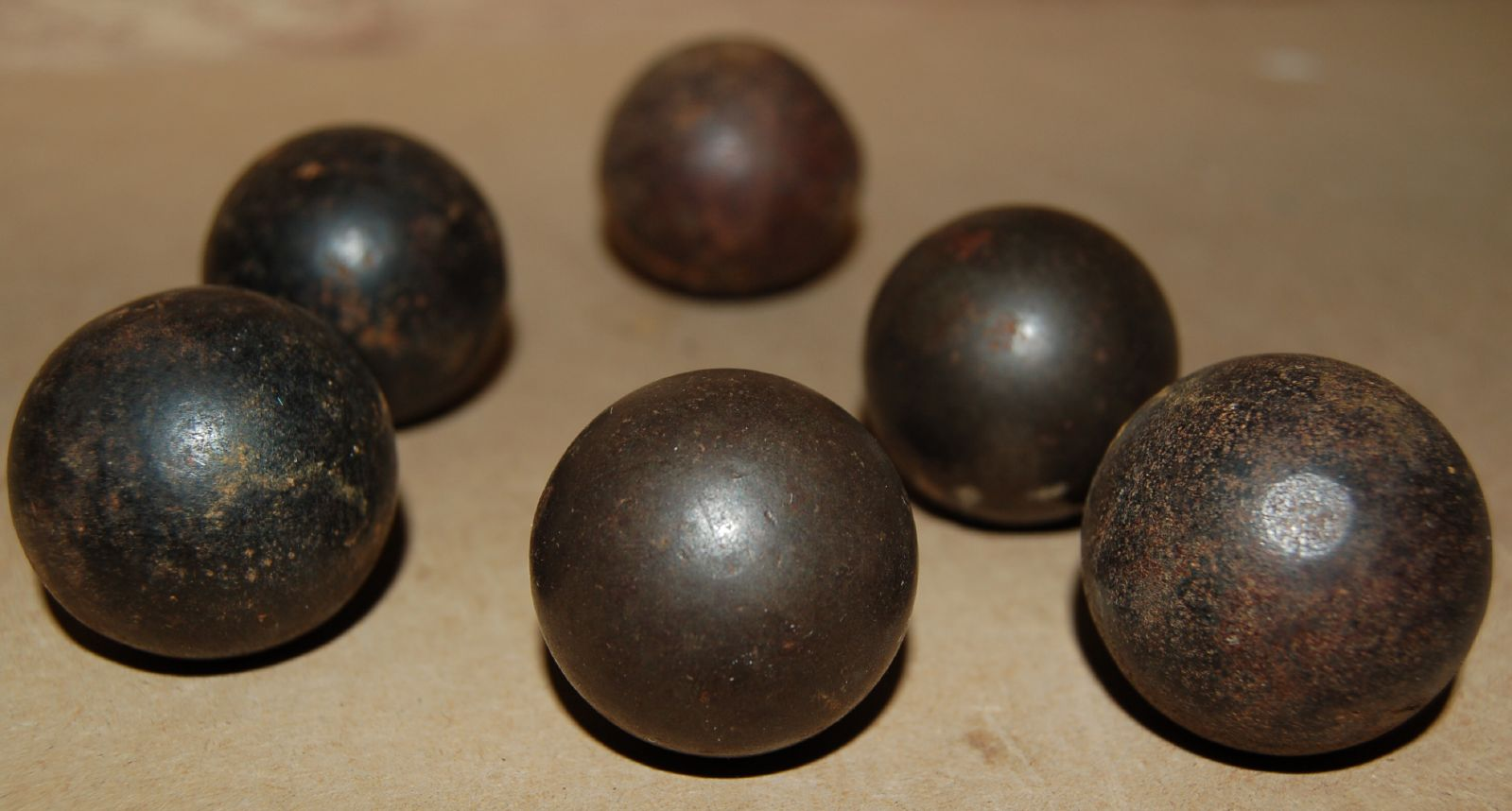
圓形的鳥銃彈丸。

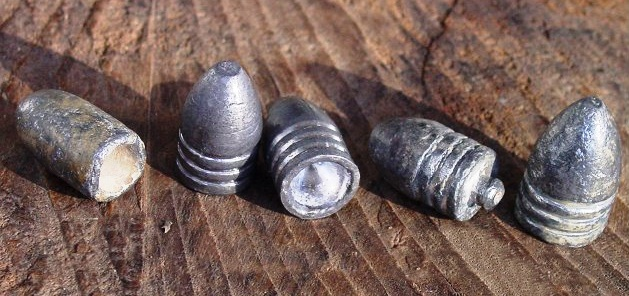
米涅式彈丸。

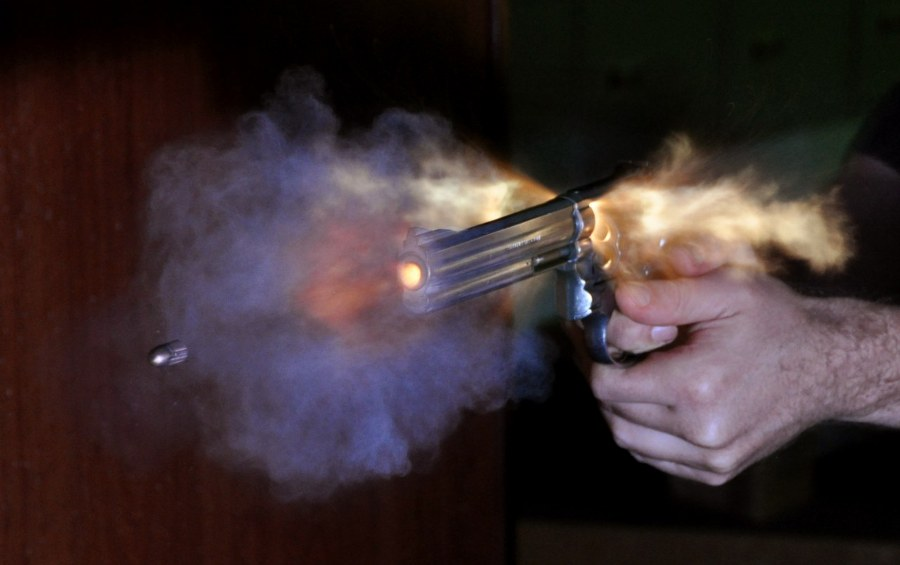
被發射出去的定裝彈藥的彈頭。

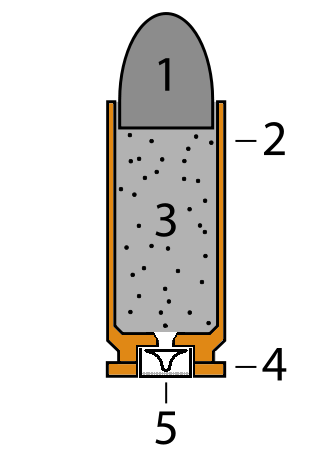
現代的實包彈藥（定裝彈藥），標示數字1的部分為彈丸。

## 歷史
中國最早由火器射出的彈丸可能是由宋代時的竹製突火槍或火筒射出的子窠。但子窠實際上是什麼卻不清楚。
明代時的手銃已知是發射一團由鐵或鉛製成的彈丸。
《神器譜》中記載鳥銃彈為鉛彈，以兩扇石製彈模鑄成。以稱作鉛彈袋的布製袋裝彈丸。